# Копач, Эва
Э́ва Боже́на Копач (пол. Ewa Bożena Kopacz, урождённая Эва Лис (пол. Ewa Lis); род. 3 декабря 1956 года, Скарышев) — польский государственный и политический деятель. Депутат Сейма Республики Польша IV, V, VI, VII и VIII созывов (2001-2019), Депутат Европейского парламента IX и X созывов (с 2019), заместитель Председателя Европейского парламента. Занимала должности Министра здравоохранения (2007-2011), Маршала (спикера) Сейма и Председателя Совета министров с 22 сентября 2014 по 16 ноября 2015 года.

## Биография
Родилась 3 декабря 1956 года в семье Мечислава и Кристины Лис. Детство провела в городе Радом, где получила среднее образование во Втором общеобразовательном лицее имени Марии Конопницкой. В 1981 году окончила Люблинский медицинский университет. Работала по специальности в нескольких городах, в Шидловце до 2001 года руководила местным управлением здравоохранения.

### Ранняя политическая деятельность
В 1980-х годах состояла в провластной Объединённой народной партией. В 1994 году Копач вступила в Союза свободы и руководила партийными структурами в Радомском воеводстве. На местных выборах 1998 года избрана в Сеймик Мазовецкого воеводства 1-го созыва.
С 2001 года член партии «Гражданская платформа». На парламентских выборах 2001 года избрана депутатом Сейма IV созыва. Переизбиралась в 2005, 2007, 2011 и 2015 годах. Входила в состав Комитета по здравоохранению.
16 ноября 2007 года назначена Министром здравоохранения в первом правительстве Дональда Туска.
8 ноября 2011 года избрана Маршалом Сейма: за кандидатуру Копач проголосовало 300 депутатов из «Гражданской платформы» и Польской народной партии, её оппонент Марек Кухциньский из партии «Право и справедливость» получил 150 голосов.

### Премьер-министр
После отставки Дональда Туска с поста Председателя Совета министров, который был избран на должность Председателя Европейского совета, руководство Гражданской платформы рекомендовало кандидатуру Эвы Копач на пост главы польского правительства. 19 сентября 2014 года Корач объявила состав своего правительства, 22 сентября была назначена на должность президентом Брониславом Коморовским. 1 октября депутаты Сейма из «Гражданской платформы», Польской народной партии, оппозиционного «Твоего движения» и нескольких беспартийных проголосовали за вотум доверия новому правительству. 6 октября 2014 года Копач как Премьер-министр совершила свой первый заграничный визит в Бельгию, где встретилась с Президентом Европейского парламента Мартином Шуоьцем и Председателем Европейского совета Херманом Ван Ропёйем.
На посту главы правительства Эва Копач поддерживала Украину в конфликте с Россией и выступала за большее военное присутствие США на территории Польши.
8 ноября 2014 года стала исполняющей обязанности Председателя «Гражданской платформы». На выборах 2015 года возглавила партийный список партии в Избирательном округе №19 (Варшава).
Во время первого заседания Сейма VIII созыва Копач подала в отставку с поста Премьер-министра, которая была принята президентом Анджеем Дудой. 16 ноября новым Председателем Совета министров стала Беата Шидло.

### После 2015 года
На выборах 2019 года избрана депутатом Европейского парламента от «Европейской коалиции». Переизбрана на выборах 2024 года. В Европарламенте вошла во фракцию Европейской народной партии. 3 июля 2019 года и 16 июля 2024 года избиралась Вице-президентом Европарламента.

## Семья
Мужем Э. Копач был прокурор Марек Копач (1956—2013), с которым она развелась в 2008 году. Имеет дочь Катажину 1984 года рождения.